# Melanophrys insolita
Melanophrys insolita är en tvåvingeart som först beskrevs av Walker 1853.  Melanophrys insolita ingår i släktet Melanophrys och familjen parasitflugor. Inga underarter finns listade i Catalogue of Life.